# Јурај Планчић
Јурај Планчић (Стари Град, 22. октобар 1899 — Париз, 19. август 1930) је био хрватски сликар.
Започео је школовање као вајар у Сплиту а касније је студирао сликарство у Загребу. Године 1926. одлази у Париз где се прославља изложбом у галерији Galerie de Seine. Убрзо је умро од туберкулозе. У почетку је сликао под утицајем Владимира Бецића.
Његов сликарски препознатљив опус настаје у Паризу између 1928. и 1930. године. На платнима са мртвим природама и фигуралним композицијама иконографски остаје веран родној Далмацији а анрочито рафинирано и чулно слика женске ликове. Издао је две мапе графика Стари Град и Дубровник.

## Galerija
- Portret djecaka, 1926
- Ruža
- Akt, 1929
- Procesija, 1929
- Scene champetre, 1929